# خوان خوسيه غوزمان
خوان خوسيه غوزمان (بالإسبانية: Juan José Guzmán)‏ (و. 1800 – 1847 م) هو سياسي من السلفادور .